# Allotria
Allotria (altgriechisch ἀλλότρια allótria [Plural], „fremdartige, nicht zur Sache gehörige Dinge“) steht in der griechischen Philosophie der Kyniker und der Stoa für alles, was den Menschen vom Eigenen, Eigentlichen, dem ídion (ἴδιον), ablenkt und ihn im Grunde nichts angeht, beispielsweise Besitz, Ruhm, Macht, Leid, Krankheit und Leidenschaften. Außerdem bedeutet Allotria so viel wie Spaß oder vergnüglicher Unfug. Im Gegensatz zum Schabernack werden dabei jedoch anderen Personen keine Streiche gespielt.